# Metrópole da Moldávia

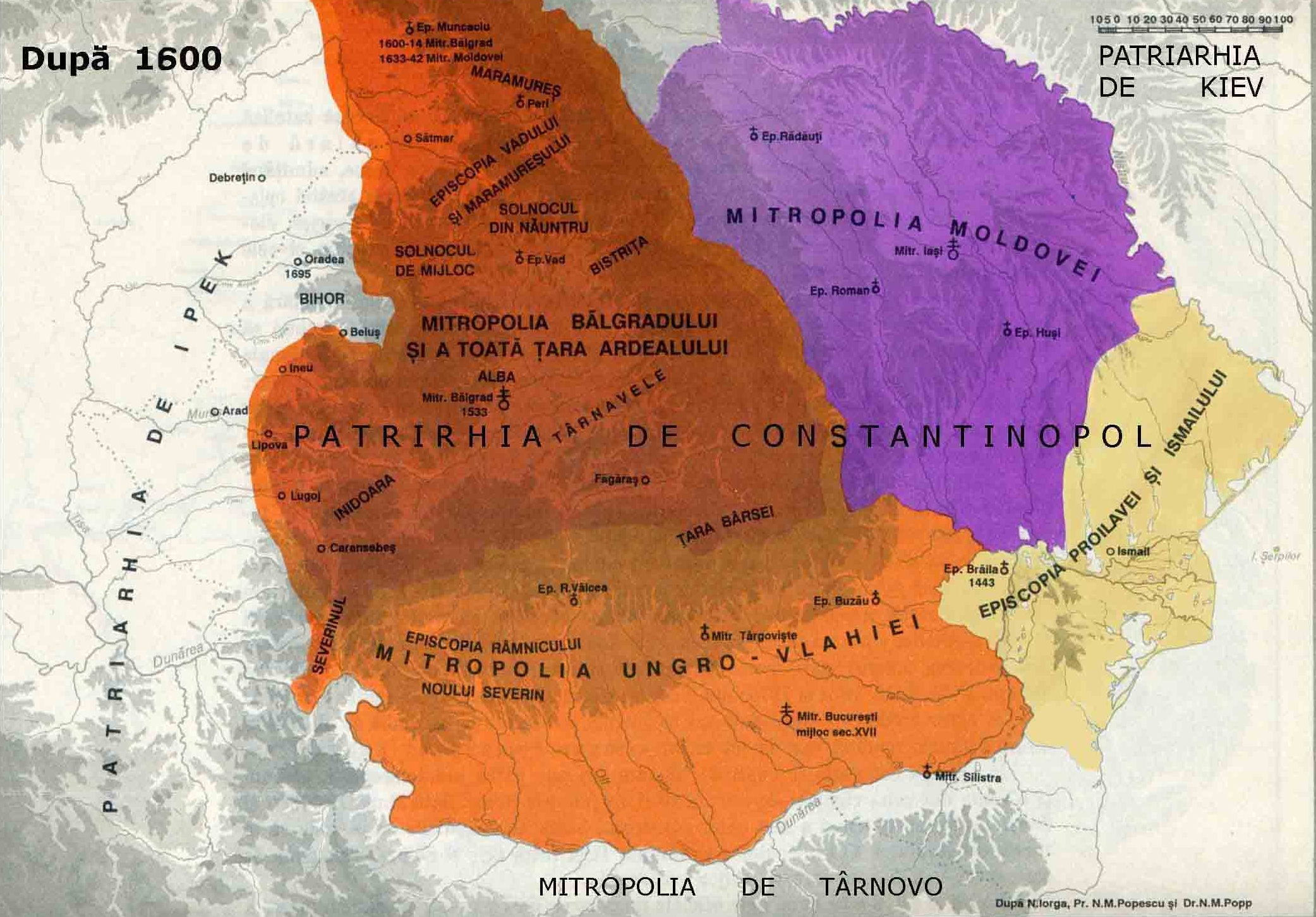
Jurisdição metropolitana (1600)

Metrópole da Moldávia (em romeno:  Mitropolia Moldovei) foi uma circunscrição eclesiástica estabelecida entre 1381–1386 e reconhecida pelo Patriarcado de Constantinopla em 1401. Seu primeiro metropolita canônico foi Iosif Musat, parente do voivoda Petru Mușat.

## História
Uma vida cristã organizada existia no território da Moldávia antes da formação do Estado feudal. A metrópole da Moldávia é atestada pela primeira vez em 1386, em um documento bizantino. No ano seguinte, na Galícia (no atual território da Ucrânia), Iosif Muşat, descendente de romenos, foi ordenado metropolita da Moldávia. Esta ordenação, no entanto, causou a insatisfação do Patriarcado de Constantinopla, que tentou convencer os moldávios a aceitar a nomeação de um bispo grego. A recusa dos moldávios provocou, em 1394, a anatematização - a exclusão das Igrejas ortodoxas irmãs e a consideração como cismática da Igreja moldava, do povo moldavo e dos seus dirigentes. Depois de inúmeras tentativas frustradas de resolver o conflito, em 1401, a Ortodoxia professada no espaço moldavo é reconhecida.
A sé metropolitana estava originalmente em Rădăuți, mas foi transferida para Suceava durante o reinado de Alexandru cel Bun. Mais tarde, por volta de meados do século XVII, a sé foi transferida para Iași, onde ainda hoje se encontra.
No século XVIII, com a anexação da Bucovina pelo Império dos Habsburgos (1774), a Metrópole da Moldávia deixou de ter jurisdição sobre a parte norte da Moldávia (área denominada "Bucovina" pelos austríacos). Além disso, depois de 1812, Metrópole da Moldávia não tinha mais jurisdição nem mesmo sobre a Bessarábia, anexada pelo Império Russo.
Em 1950, o nome oficial da metrópole passou a ser Metrópole da Moldávia e Suceava, e a partir de 1990 Metrópole da Moldávia e Bucovina, título utilizado até hoje.